# Lingue preincaiche

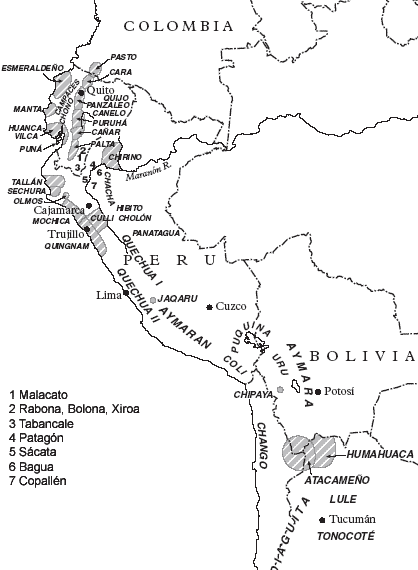
Lingue preincaiche nel secolo XVI.

Il termine lingua preincaiche si riferisce a tutte le Lingue andine e amazzoniche che si parlavano nel territorio dell'impero incaico prima dell'espansione del quechua. I parlanti della maggior parte di queste lingue si dispersero a causa della deportazione o dell'assimilazione politica da parte degli incas o per la successiva colonizzazione europea. In molti casi il quetchua si sovrappose completamente alle lingue preincaiche e venne utilizzato come lingua principale anche durante l'epoca coloniale.

## Lingue preincaiche
Questo paragrafo presenta un elenco più o meno esaustivo di lingue preincaiche. Il simbolo (†) caratterizza le lingue estinte. La classificazione è stata eseguita su base geografica; all'interno di ogni punto la sottoclassificazione, dove possibile, è basata sulla parentela linguistica. Molte delle lingue sotto elencate non sono tuttavia sufficientemente documentate, motivo per cui non è stato possibile darne una filiazione generica precisa. Il fenomeno è ben noto in Ecuador e Perù, dove ancora sopravvive un buon numero di parlanti nativi di lingue preincaiche, la maggior parte delle quali si estinsero tra i secoli XVI e XVII.
- Lingue preincaiche del nord e ovest dell'Ecuador e del sud della Colombia:
  - Lingue cañar-puruhá (†)
  - Lingue barbacoan
    - Pasto (†),
    - Sindagua (?), Potrebbe essere antecedente della moderna lingua awa pit o cuaiquer.
    - Caranqui (†), Lingua del regno di Quito parlata dagli shyris (quitu-cara). Questa lingua si estendeva dalle valli dei fiumi Mira e Chota fino alla città di Quito, coprendo la regione andina situata tra la Provincia dell'Imbabura e il nord della Provincia del Pichincha. La sua affiliazione alle lingue barbacoan non è completamente sicura.

  - Lingue non classificate
    - Quillacinga
    - Nigua (†)
    - Malaba (†)
    - Yumbo (†)
    - Chono (†)

  - Lingue isolate
    - Lingua esmeraldeña (†)
- Lingue preincaiche della valle del Marañón, nella zona Sud-Est dell'Equador e Nord-Est del Perù
  - Lingue jívaras
    - Xiroa (†)

  - Lingue cahuapanas
  - Lingue candoshi-chirino
    - candoshi
    - chirino (†)
    - rabona (†)

  - Lingue hibito-cholón
  - Lingue isolate e non classificate:
    - Malacato (†)
    - Bolona (†)
    - Tabancale (†)
    - Patagón (†)
    - Sacata (†)
    - Bagua (†)
    - Copallén (†)
    - Chacha (o chachapoya) (†)
- Lingue preincaiche della costa del Perù e delle Ande peruviane.
  - Lingue tallanas
  - Lingue aisladas
    - Lingua culli (†)
    - Lingua quingnam (†)
    - Lingua mochica (†)
- Lingue preincaiche dell'Antisuyu e del Cuntinsuyu
  - Lingue pano-tacanas
  - Lingue arawak
- Lingue preincaiche del Collasuyu
  - Lingue aru
  - Lingue uru-chipaya
  - Lingue huarpes (†)
  - Lingue isolate e non classificate:
    - Puquina-Callahuaya (†)
    - Kunza (o atacameño) (†)
    - Cacán (†)
    - Omaguaca (†)